# Al-Shabab Al Arabi Club
Al-Shabab (árabe: o الشباب_امارات) foi uma agremiação esportiva dos Emirados Árabes Unidos, fundada em 1958, sediada em Dubai.
A associação compreende departamentos de futebol, basquete, handebol e vôlei, tanto no gênero masculino como no feminino.

## História
Criada no final da década de 1950, a agremiação se fundiu, em 1970, com o Al Wihda Club passando se intitular Al-Ahly Club. A denominação seria mudada, em 1974, ano no qual o ministro dos esportes da nação decretou oficialmente o nascimento do Al Shabab Al Arabi Club. O sheik de Dubai, Hamdan bin Mohammad Bin Rashid Al Maktoum, tornou o clube um dos mais fortes dos Emirados Árabes. Entre as principais conquistas há 3 UAE Football League e 4 Copas do Presidente dos Emirados Árabes, 1 Etisalat Emirates Cup e 3 Copas dos Campeões do Golfo.

## Títulos
- UAE Football League: 3 (1989-1990, 1994-1995, 2007-2008)

- Copa do Presidente: 4 (1980-1981, 1989-1990, 1993-1994, 1996-1997)

- Copa dos Campeões do Golfo: 3 (1992, 2011, 2015)

- Etisalat Emirates Cup: 1 (2010-2011)

### Performance nas competições AFC
- AFC Champions League: 2 aparições

2009 e 2009: Fase de grupos
- Asian Club Championship: 2 Aparições

1992: 4° posto
1996: Primeira fase
- Copa das Copas da AFC: 3 aparições

1990-91: Semi-Final
1994-95: Finalista (derrota na final por 2–1 contra o Yokohama Flügels)
1997-98: Segunda fase